# Cyclocephala lurida
Cyclocephala lurida es una especie de escarabajo del género Cyclocephala, categorizada en la tribu Cyclocephalini, de la subfamilia Dynastinae.

## Distribución
Se distribuye por América del Norte: México, Canadá y Estados Unidos.

## Taxonomía
Fue descrita por Bland en 1863.
Tratamiento taxonómico
La especie aparece registrada y publicada en Description of a few supposed new species of North American Coleoptera. Proceedings of the Entomological Society of Philadelphia 1:353-356.